# Amphisbaena acrobeles
Espèce
Synonymes
- Anops acrobeles Ribeiro, Castro-Mello & Nogueira, 2009

Statut de conservation UICN

 DD  : Données insuffisantes
Amphisbaena acrobeles est une espèce d'amphisbènes de la famille des Amphisbaenidae.

## Répartition
Cette espèce est endémique du Tocantins au Brésil. Elle a été découverte dans la région de Jalapão.

## Publication originale
- Ribeiro, Castro-Mello & Nogueira, 2009 : New Species of Anops Bell, 1833 (Squamata, Amphisbaenia) from Jalapão Region in the Brazilian Cerrado. Journal of Herpetology, vol. 43, no 1, p. 21-28.